# Скерди (Мазовецьке воєводство)
Скерди (пол. Skierdy) — село в Польщі, у гміні Яблонна Леґьоновського повіту Мазовецького воєводства.
Населення — 802 особи (2011).
У 1975-1998 роках село належало до Варшавського воєводства.

## Демографія
Демографічна структура станом на 31 березня 2011 року:
|          | Загалом | Допрацездатний вік | Працездатний вік | Постпрацездатний вік |
| -------- | ------- | ------------------ | ---------------- | -------------------- |
| Чоловіки | 384     | 106                | 261              | 17                   |
| Жінки    | 418     | 103                | 263              | 52                   |
| Разом    | 802     | 209                | 524              | 69                   |